# Innsbrucker Platz (metropolitana di Berlino)
La stazione di Innsbrucker Platz è una stazione della metropolitana di Berlino, sulla linea U4. È posta sotto tutela monumentale (Denkmalschutz).

## Interscambi
- Stazione ferroviaria (Innsbrucker Platz)[2]
- Fermata autobus